# American Negro Labor Congress

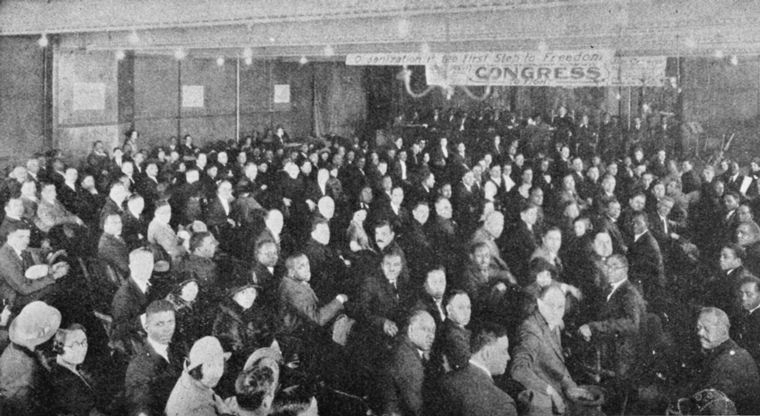
Zeitungsfoto der Versammlung des American Negro Labor Congress von Vanguard Press, ca. 1929

Der American Negro Labor Congress (ANLC) wurde 1925 von der Kommunistischen Partei der USA (CPUSA) gegründet, um die Rechte von Afroamerikanern zu fördern, in der schwarzen Community für den Kommunismus zu werben und afroamerikanische Mitglieder für die Partei zu rekrutieren.
Die Organisation wandte sich gegen die Rassentrennungspraktiken vieler Gewerkschaften, die der American Federation of Labor angeschlossen waren, und setzte sich gegen Lynchmorde, die Entrechtung schwarzer Amerikaner und die Jim-Crow-Gesetze ein. Im Jahr 1930 wurde die Gruppe in League of Struggle for Negro Rights (LSNR) umbenannt.

## Geschichte

### Hintergrund
Die erste Massenorganisation der Kommunistischen Partei Amerikas, die sich mit Themen beschäftigte, die für amerikanische Farbige von Bedeutung waren, und eine Parteipräsenz innerhalb der schwarzen Community aufbaute, war die African Blood Brotherhood (ABB). Die ABB war unabhängig von der im Entstehen begriffenen kommunistischen Bewegung gegründet worden, wurde aber formell unter die Schirmherrschaft der späteren CPUSA gestellt, da sie finanzielle Mittel benötigte. 1923 wurde die kleine Organisation mit Sitz in New York City formell in die Struktur der Workers Party of America integriert, wie die Partei damals hieß. Die nur wenigen Aktivisten der Gruppe waren jedoch unzureichend, um eine kritische Masse aufrechtzuerhalten und 1924 wurde die ABB praktisch aufgelöst.
Die amerikanischen Kommunisten hatten sich im ersten halben Jahrzehnt des Bestehens der Bewegung erfolglos um den Aufbau einer bedeutenden Massenorganisation unter den Afroamerikanern bemüht, und die Kommunistische Internationale (Komintern) drängte die spätere CPUSA, eine neue Initiative zu starten, um eine Gruppe zu bilden, die in der Lage war, schwarze Arbeiter zu mobilisieren. Ergebnis dieser Initiative war die Gründung einer neuen Organisation, des American Negro Labor Congress.
Laut der Historikerin Maria Gertrudis van Enckevort deuten Archivdokumente darauf hin, dass die Idee für die neue Massenorganisation, die sich an amerikanische Schwarze richtete, von Lovett Fort-Whiteman stammte, einem nationalen Organisator der ABB, der im Sommer 1924 zur ideologischen und technischen Schulung nach Moskau geschickt worden war. Fort-Whiteman beklagte sich im Oktober 1924 in einem Brief an den Leiter der Komintern, Grigori Sinowjew, über die mangelnde Arbeit der amerikanischen Kommunisten und wiederholte die Aufforderung, einen Plan umzusetzen, den er der Fernöstlichen Sektion der Komintern vorgelegt hatte und der die Einberufung eines „American Negro Labor Congress“ vorsah."
Diese Idee fand bei den Entscheidungsträgern der Komintern positive Resonanz, und im Dezember 1924 wurde eine Mitteilung an die Workers Party of America, der heutigen CPUSA, weitergeleitet, in der es hieß: „Es wurde vorgeschlagen, einen amerikanischen Negro Labor Congress in Chicago einzuberufen, der irgendwann im Sommer stattfinden soll“, und um den Rat der amerikanischen Partei gebeten.

### Aufruf zum Gründungskongress
Der Aufruf zur Gründung des American Negro Labor Congress erfolgte im späten Frühjahr 1925 auf Vorschlag der Workers (Communist) Party. Obwohl der Aufruf zum Parteitag den Zeitpunkt der Versammlung vage mit „irgendwann im Sommer“ angab, fand der Gründungskongress tatsächlich erst am 25. Oktober 1925 in Chicago statt. Es gab 17 Unterzeichner des Aufrufs, von denen sechs Mitglieder der Workers Party waren.
Die Kommunisten versuchten, eine neue Taktik anzuwenden, indem sie ihre eigene Präsenz herunterspielten und den ANLC als Mehrparteien-Organisation darstellten, um so die Chancen der Gruppe zu verringern, die NAACP und die UNIA von Marcus Garvey als wichtigste Stimme der schwarzen Arbeiterschaft herauszufordern. Im Einberufungsschreiben des Kongresses wurde darauf hingewiesen, dass die Delegierten schwarze oder rassenübergreifende Gewerkschaften, Landarbeiter oder nicht organisierte Fabrikarbeiter vertreten müssen, obwohl die Teilnahme von „individuellen Befürwortern“, die sich für „die Sache der Arbeiterklasse“ einsetzen, vorgesehen war.."
Der Hauptverantwortliche für die Idee der neuen Gruppe, Lovett Fort-Whiteman, wurde zum nationalen Organisator ernannt. Fort-Whiteman war 1924 Delegierter des 5. Weltkongresses der Komintern gewesen, hatte einen Crash-Kurs in Parteiorganisation an der Internationalen Leninschule in Moskau absolviert und galt als einer der führenden farbigen Kader der Partei.
Der in den USA geborene und am Tuskegee-Institut ausgebildete Fort-Whiteman war ein ehemaliges Mitglied der Socialist Party of America und vor anderen führenden farbigen Kommunisten, darunter Cyril Briggs, Richard B. Moore und Otto Huiswoud, ausgewählt worden, die neue Gruppe zu leiten.
Fort-Whiteman, der manchmal unter dem Pseudonym „James Jackson“ schrieb, war der Befürworter der Idee, einen „American-Negro Labor Congress“ in Chicago einzuberufen, um schwarze Arbeiter aus dem ganzen Land zusammenzubringen, und er hatte an Moskau geschrieben, um Unterstützung für diese Idee von der Fernöstlichen Sektion der Komintern zu erhalten. Fort-Whiteman versuchte, „den Neger auf seinem eigenen geistigen Boden anzusprechen“, indem er seine Aktivitäten auf den Kampf gegen den Rassismus in der amerikanischen Gesellschaft konzentrierte, von dem Fort-Whiteman glaubte, dass er das Klassenbewusstsein der schwarzen Amerikaner abstumpfe und sie gegen Aufrufe zum Klassenkampf immunisiere.
Der Aufruf zum Gründungskongress berührte folglich nicht nur Themen, die für die Arbeiterschaft im Allgemeinen von Bedeutung waren, sondern sprach auch spezifisch rassistische Interessen an, wie z. B. die „Abschaffung des Jim Crowismus“, ein Ende der Wahlbeschränkungen, die Schwarze vom Wahlrecht ausschließen, die Durchsetzung des „Rechts des Negers auf gleiche Unterbringung wie Weiße in allen Theatern, Restaurants, Hotels usw.“, ein Ende der Diskriminierung im Bildungswesen und Maßnahmen des Kongresses, um Lynchjustiz zu einem Bundesverbrechen zu machen.

### Gründungskongress
Der Gründungskongress des American Negro Labor Congress wurde am Sonntagabend, dem 25. Oktober 1925, mit einer Massenversammlung eröffnet, auf der Fort-Whitman, der nationale Organisator, und H.V. Williams, der nationale Sekretär, sprachen. In seiner Grundsatzrede erklärte Fort-Whitman, die neue Organisation sei gegründet worden, „um die aufgeklärtesten, kämpferischsten und klassenbewusstesten Arbeiter der Farbigen zu sammeln, zu mobilisieren und zu einer Kampfmaschine zu koordinieren“, um konkrete Ziele zu unterstützen.
Etwa 40 Delegierte nahmen am Gründungskongress der ANLC teil, der unter dem Motto „Organisation ist der erste Schritt zur Freiheit“ stand. Der Delegierte Otto Huiswood, ein prominenter schwarzer Aktivist der CPUSA aus New York, betonte die Notwendigkeit, schwarze Arbeiter in die Gewerkschaften der American Federation of Labor einzubinden, und erklärte, wenn die Farbihem nicht in die etablierten Gewerkschaften integriert werden könnten, sei es Aufgabe der schwarzen Arbeiter, eigene Parallelgewerkschaften zu gründen.
Der Gründungskongress im Oktober 1925 verabschiedete Resolutionen, in denen „die volle Gleichstellung der schwarzen Community im Sozialsystem der Vereinigten Staaten und überall“ gefordert wurde" Es wurde ein Ende der Jim-Crow-Gesetze, der Rassentrennung, der Wahldiskriminierung und der Diskriminierung im öffentlichen Bildungswesen gefordert, und die Diskriminierung im Wohnungswesen und in öffentlichen Unterkünften wurde als Teil der Forderung nach „voller sozialer Gleichheit für die Farbigen“ gebührend zur Kenntnis genommen. Der Ku-Klux-Klan wurde verurteilt, und der Ausschluss schwarzer Geschworener von den für die Prozesse gegen schwarze Angeklagte ausgewählten Jurys wurde scharf kritisiert, ebenso wie die fortgesetzte Rassentrennung im Militär der Vereinigten Staaten.
Auf dem Gründungskongress wurde bekannt gegeben, dass 10 amerikanische Schwarze bereits in Moskau an der Kommunistischen Universität der Werktätigen des Ostens eingeschrieben waren, wo sie angeblich für eine Tätigkeit im sowjetischen „diplomatischen Dienst" ausgebildet wurden“. Die Delegierten hörten auch eine enthusiastische Rede des „bösen Bischofs“ William Montgomery Brown, der auf die Kapitalistenklasse scharf kritisierte und erklärte, dass „die christliche Kirche von Arbeitern gegründet wurde und ihr Arbeiter sie zurückerobern müsst“.
Hinter den Kulissen wurde das leitende Nationale Exekutivkomitee der ANLC von der Komintern angewiesen, eine sogenannte „Weltrassenkonferenz“ einzuberufen, um die schwarze Befreiungsbewegung zu internationalisieren – eine Wiederholung eines erfolglosen Versuchs der Komintern, 1922 eine internationale Rassenkonferenz abzuhalten. Ein solcher Kongress sollte mit dem Ziel abgehalten werden, eine Weltorganisation schwarzer Arbeiter und Bauern zu gründen, welche die ausgebeuteten kolonialen Bevölkerungen vereinen sollte, um den Imperialismus zu stürzen.
Die Komintern beteiligte sich auch finanziell an der ANLC und stellte 2.500 Dollar für die Gehälter der Organisatoren, Reisekosten und die Herstellung von Broschüren und Flugblättern bereit. Dies war keine große Änderung gegenüber der bisherigen Praxis, da die ANLC aus Sicht der Komintern und der CPUSA lediglich die im Niedergang begriffene Organisation African Blood Brotherhood ersetzte, die zuvor finanzielle Unterstützung erhalten hatte.

### Reaktion der weißen Arbeiterbewegung
Die Funktionäre der American Federation of Labor (AFL) standen der neuen ANLC feindselig gegenüber, und AFL-Präsident William Green warnte die schwarzen Gewerkschafter, dass sie „in eine Falle geführt werden“. Green warf den Kommunisten vor, dass sie versuchten, „Rassenhass in das Leben“ der Afroamerikaner zu bringen und den Schwarzen vorzugaukeln, dass der revolutionäre Sturz der amerikanischen Regierung und ihre Ersetzung durch eine Sowjetrepublik die einzige Lösung für ihre sozialen Probleme sei.
Die ANLC erwiderte Greens Standpunkt und bezeichnete die Position des AFL-Chefs als „eindeutig falsch, schädlich und nachteilig für die Interessen der amerikanischen Arbeiterbewegung“.
Die Chicago Tribune beschuldigte die Kommunisten, sie würden versuchen, „Rassenhass und Unruhen zu schüren“, und der Philadelphia Record lehnte die Idee, dass amerikanische Schwarze „bolschewisiert“ werden könnten, als „lächerlich und kindisch“ ab.

### Auseinandersetzungen innerhalb des ANLC
Neben der Feindseligkeit von außen herrschte auch in den Reihen der ANLC ein Geist des Fraktionalismus und der persönlichen Zwietracht. Die Wahl Fort-Whitemans zum Führer durch die Komintern war umstritten, da er langjährige Parteiaktivisten mit tadellosem Leumund, darunter Moore, Huiswoud und Briggs, zu übergehen schien. Verschärft wurde die Situation durch Fort-Whitemans wachsende Selbstherrlichkeit, seine Tendenz, Entscheidungen im Alleingang zu treffen, und seine Neigung, beste russische Kleidung zu tragen. Es folgte eine ständige Folge von Beschwerden über Fort-Whiteman an die Negro Commission of the Workers (Communist) Parti, was die Arbeit der Organisation beeinträchtigte.
Die Workers (Communist) Party kümmerte sich auch wenig um die Arbeit der ANLC, verlegte das Hauptquartier der Gruppe von der schwarzen South Side Chicagos in ein rein weißes Viertel, versäumte es, die Zeitung der Gruppe rechtzeitig herauszugeben, und machte in den Publikationen ihre Verbindung zu der weithin misstrauischen nationalen kommunistischen Organisation übermäßig deutlich. Das Ergebnis war nahezu eine „Totgeburt“ der ANLC, die im Sommer 1926 lediglich sieben funktionierende Zweigstellen hatte.

### Publikationen
Offizielles Organ des American Negro Labor Congress war die Zeitung The Negro Champion, die in New York herausgegeben wurde. 1929 folgte eine neue Zeitschrift mit dem Titel The Liberator.

### Auflösung
Im Jahr 1930 wurde der American Negro Labor Congress auf Initiative der CPUSA hin aufgelöst und durch eine neue Organisation namens League of Struggle for Negro Rights (LSNR) ersetzt.